# Гребенцель
Гребенцель (нім. Gröbenzell) — громада в Німеччині, розташована в землі Баварія. Підпорядковується адміністративному округу Верхня Баварія. Входить до складу району Фюрстенфельдбрук.
Площа — 6,36 км2. Населення становить 19 776 ос. (станом на 31 грудня 2020).